# Cult of Personality
«Cult of Personality» (рус. Культ личности) — песня американской рок-группы Living Colour, первый сингл из их дебютного альбома Vivid, был выпущен 14 июля 1988 года на лейбле Epic Records. Благодаря этой песне Living Colour сразу же стали известны широкой публике: она достигла #13 в чарте Billboard Hot 100 и #9 в хит-параде Billboard Album Rock Tracks.
Основатель группы — Вернон Рейд назвал эту песню очень важной для группы, не только как «трамплин» к популярности, но и потому, что, по существу, она была сочинена всего за одну репетицию. Гитарный рифф был выбран спонтанно — его взяли из другой песни, сыгранной на той же сессии. В итоге, музыканты имели то, что стало одной из самых известных их работ.
Название песни отсылает к известному психологическому термину, её текст содержит ссылки на различных политических деятелей: Кеннеди, Муссолини, Сталина и Ганди.

## Достижения
В 1990 году песня стала лауреатом премии «Грэмми» в номинации «Лучшее исполнение в стиле хард-рок». Музыкальное видео на эту композицию, в свою очередь, завоевало две награды MTV Video Music Awards, в категориях: «Лучшее музыкальное видео, группы» и «Лучший новый артист». Песня заняла 69-е место в списке телеканала VH1 «100 величайших хард-рок песен». Специализированный журнал Guitar World поставил эту песню на 87-е метсто в рейтинге «100 лучших гитарных соло».
В 2007 году песня была перезаписана для видеоигры Guitar Hero III: Legends of Rock, так как оригинальная мастер-запись была утеряна. Позже, эта запись вошла в состав игры Guitar Hero Smash Hits. Также, эта песня звучит в видеоигре Grand Theft Auto: San Andreas на радиостанции «Radio X». На шоу WrestleMania 29, звезда рестлинга CM Punk исполнил эту песню вместе с Living Colour во время выхода на ринг. Кроме того, эта песня фигурирует в видеоигре Shaun White Snowboarding и в саундтреке фильма Кэмерона Кроу «Скажи что-нибудь». Также песню можно встретить в видеоигре Tony Hawk's Underground Pro.

## Политическая подоплёка
«Cult of Personality» содержит несколько семплов из речей политических деятелей XX века.

Песня начинается с отредактированной цитаты из «Послания к простым людям» Малькольма Икса, в песне она звучит так: 
… И в течение нескольких минут, которые мы имеем в запасе… Мы хотим поговорить о правах, спустившись с небес на землю, на языке, который все здесь могут легко понять.

В оригинальной записи она звучит так:
… И в течение нескольких минут, которые мы имеем в запасе, мы хотим просто поговорить по душам, только вы — и я. Мы хотим поговорить о правах, спустившись с небес на землю, на языке, который все здесь могут легко понять.
Во время паузы (4:35), звучит фраза Джона Ф. Кеннеди: «Не спрашивай, что твоя страна может сделать для тебя…». Песня заканчивается словами Франклина Рузвельта: «Единственное, чего мы должны бояться — это самих себя», взятыми из его первой инаугурационной речи.

## Хит-парады
| Чарт                           | Высшая позиция |
| ------------------------------ | -------------- |
| RIANZ Singles Chart            | 3              |
| U.S. Billboard Mainstream Rock | 9              |
| U.S. Billboard Hot 100         | 13             |
| UK Singles                     | 67             |